# Perarella parastichopae
Perarella parastichopae är en nässeldjursart som beskrevs av Hirohito 1988. Perarella parastichopae ingår i släktet Perarella och familjen Cytaeididae. Inga underarter finns listade i Catalogue of Life.